# Konditorski proizvodi
Konditorski proizvodi (prema lat. conditor, od condire: začiniti, zasladiti) su alkaloidni prehrambeni proizvodi dobiveni obradbom ugljikohidratnih sirovina uz različite dodatke. Dobivaju se od triju osnovnih sirovina: od ploda kakaovca, od šećera i šećernih sirupa te od brašna, a njihovi su glavni proizvodi bombonski proizvodi, brašneno-konditorski proizvodi te kakaov prah, čokolada i čokoladni proizvodi. U konditorske proizvode ubrajaju se i guma za žvakanje te proizvodi sa smanjenom energetskom (kalorijskom) vrijednošću, tzv. light proizvodi, koji se upotrebljavaju u dijetetici. U njima je šećer djelomice ili potpuno zamijenjen niskoenergetskim prirodnim ili umjetnim sladilima.
U bombonske proizvode ubrajaju se tvrdi bomboni (obični, punjeni, svileni), karamele (obične, mliječne, voćne), fondan-bomboni, gumeni bomboni, pjenasti proizvodi, grilaž (krokant), nugat, marcipan i persipan, žele i dr. Dobivaju se od šećernih sirovina uz dodatak voćnih prerađevina, mlijeka, meda i dr. Karamel se dobiva zagrijavanjem šećera na 115 °C, pri čemu šećer prelazi iz kristalnog u amorfno stanje te poprima žućkastu boju i ugodan miris. Marcipan se izrađuje od šećera i škrobnog sirupa uz dodatak slatkoga badema, a persipan mjesto badema sadrži jezgre koštica drugoga koštunjavog voća (marelica, šljiva, breskva, višnja). Brašneno-konditorski proizvodi jesu keksi, čajna peciva, vafel-proizvodi i vafel-listovi, biskvit, dvopek, medenjaci i industrijski kolači. Dobivaju se miješanjem, oblikovanjem i pečenjem smjese brašna, šećera i ulja uz dodatak mlijeka, jaja, meda, kokosova brašna, rižina brašna, začina, aroma, mirisa i boja.

## Vanjske poveznice
- Konditorski proizvodi Hrvatska tehnička enciklopedija, portal hrvatske tehničke baštine. LZMK